# Международная конвенция по поиску и спасанию на море
Международная конвенция по поиску и спасанию на море 1979 года — (англ. International Convention on Maritime Search and Rescue) (часто именуется «Конвенция САР») была заключена в Гамбурге (Федеративная Республика Германия) 27 апреля 1979 года. Конвенция создает международную систему поиска и спасания (САР) с целью обеспечить, чтобы независимо от района Мирового океана, в котором происходит авария, действия по поиску и спасанию терпящих бедствие людей координировались между расположенными в этом районе службами САР.
Конвенция предлагает договаривающимся сторонам обеспечить наличие в их странах соответствующих средств для поиска и спасания, заключать между собой соглашения по поиску и спасанию, в частности, предусматривающие облегченный доступ спасательных средств одного государства в территориальное море другого государства, а также устанавливать общие процедуры для эффективного и быстрого поиска и спасания.
Конвенция также предусматривает создание государствами спасательно-координационных центров и подцентров, включая назначение координатора на месте проведения операции.
После принятия Конвенции по решению Комитета по безопасности на море Международной морской организации(ИМО) Мировой океан был разделен на тринадцать поисково-спасательных зон. В каждой из зон соответствующие государства должны установить границы районов, в которых они несут ответственность за проведение поисково-спасательных операций.
Стороны Конвенции устанавливают так называемые системы судовых сообщений, в пределах которых суда должны сообщать о своём местоположении. В случае аварии на море такая система позволяет значительно сократить время, затрачиваемое на поиск судна и оказание услуг по спасанию. Эта система также помогает оказывать, при необходимости, срочную медицинскую помощь морякам на судах..
Технические требования Конвенции САР содержатся в Приложении, состоящем из пяти глав.
В связи с тем, что возлагаемые на государства обязательства требовали существенных финансовых затрат (например, установление береговых сооружений), Конвенцию ратифицировало незначительное число государств, поэтому темп осуществления Конвенции был крайне медленным.
В 1995 году было принято решение внести в Конвенцию несколько важных поправок. В частности, выявилась необходимость привести Конвенцию в соответствие с положениями по поиску и спасанию, выработанными Международной организацией гражданской авиации (ИКАО).
Пересмотр технических требований, содержащихся в Приложении, был поручен Подкомитету ИМО по радиосвязи и поиску и спасанию (Подкомитет COMSAR). Поправки были приняты Комитетом по безопасности на море ИМО на его 69-й сессии в мае 1998 года и вступили в силу 1 января 2000 года.
В 2004 году был принят ещё один комплект поправок, касающийся лиц, терпящих бедствие на море. В частности, были добавлены: определение лиц, терпящих бедствие на море; положения, относящиеся к оказанию помощи капитану при доставке спасенных в море людей в безопасное место; а также важные положения, устанавливающие обязанность спасательно-координационных центров или спасательных подцентров предпринимать действия по установлению наиболее подходящих мест для высадки лиц, обнаруженных терпящими бедствие на море.
Одновременно с пересмотром Конвенции САР в ИМО проводилась работа по усовершенствованию практических руководств по поиску и спасанию. В 1971 году было выпущено Руководство ИМО по поиску и спасанию для торговых судов (МЕРСАР), а в 1978 году — Международное авиационное и морское наставление по поиску и спасанию (Наставление ИАМСАР).
Оба документа ИМО предлагали заинтересованным национальным организациям практические рекомендации по вопросам оказания помощи терпящим бедствие людям и судам в море. Наставление ИАМСАР было в максимально возможной степени согласовано с соответствующим руководством, выработанным Международной организацией гражданской авиации (ИКАО).
Дальнейшее развитие средств связи и технических возможностей авиационного и морского поиска и спасания, а также необходимость более тесного сотрудничества обеих отраслей в этой области привели к тому, что ИМО и ИКАО совместно приняли Международное руководство по авиационному и морскому поиску и спасанию (РМАМПС), которым в настоящее время пользуются все воздушные и морские суда. РМАМПС состоит из трех томов: Организация и управление; Координация; и Подвижные средства. Последний третий том должен находиться на борту каждого морского судна.